# Peter Karlsson (låtskrivare)
För andra betydelser, se Peter Karlsson.
Björn Peter Karlsson, född 7 mars 1958 i Nederkalix församling, Norrbottens län, är en svensk låtskrivare och artist.

## Den glider in
1995 komponerade Karlsson den officiella kampsången för Sveriges herrlandslag i ishockey då Sverige arrangerade herrarnas världsmästerskap 1995. Nick Borgen spelade in sången tillsammans med spelarna, och släppte den på promosingel. Låten har senare blivit vanlig runtom i ishallarna när hemmalaget gör mål. Sedan världsmästerskaps-finalen mellan Finland–Sverige 1995, där Finland segrade, sjungs den också i Finland.
Orden Den glider in kommer från ett berömt referat av den svenske radioreportern Lennart Hyland, då Nils Nilsson gjorde det avgörande målet i tom målbur då Sverige vann med 5–3 mot Kanada och vann sedan hela turneringen vid världsmästerskapet 1962 i delstaten Colorado i USA.
Melodin testades på Svensktoppen, där den låg 29 april–6 maj 1995, och placerade sig på första, respektive tredje plats.

## Samarbeten
1998 skrev Karlsson låten Det kommer från hjärtat, tillsammans med Peter LeMarc. Den spelades in av Sven-Ingvars samma år och utkom på deras album Nio liv.
2018 producerade Karlsson Peter LeMarcs EP-skiva I Karlssons källare. Den spelades in akustiskt i Karlssons källare. Omslagsbilden är fotograferad med hans mobiltelefon, varpå LeMarc sedan gjorde omslaget. EP:n släpptes i mycket begränsad upplaga, men lades också upp på ett flertal strömningstjänster.

### Fotnoter
1. 1 2  Sveriges befolkning 2000, Sveriges Släktforskarförbund, 2020, läst: 6 februari 2023.[källa från Wikidata]
2. ↑  Sveriges befolkning
2000:
Karlsson, Björn Peter
(1958-03-07)
Försäkringskassan, uttag avseende 20001231 (2014)
3. ↑  ”Peter Karlsson Music”. 20 augusti 2020. https://www.allabolag.se/580307UQIJ/peter-karlsson-music. Läst 23 november 2020.
4. ↑  ”Svensk mediedatabas”. http://smdb.kb.se/catalog/id/001543768. Läst 16 maj 2011.
5. ↑  ”HV 71”. 11 oktober 2008. Arkiverad från originalet den 13 februari 2012. https://web.archive.org/web/20120213232458/http://www.hv71.se/Matchrecensioner/Sasong-0809/081011-HV71-Rogle-BK/. Läst 15 augusti 2011.
6. ↑  ”Norrbottenskurirens ishockeyblogg”. 2 september 2009. Arkiverad från originalet den 20 januari 2012. https://web.archive.org/web/20120120131640/http://www.kuriren.nu/bloggar/bloggentry.aspx?blogg=4171576. Läst 15 augusti 2011.
7. ↑  ”Finland vinner guld i Globen”. YLE. https://yle.fi/a/7-886774.
8. ↑  ”Sportlbadet”. 8 maj 2009. http://www.aftonbladet.se/sportbladet/hockey/internationellt/hockeyvm2009/article5098234.ab. Läst 16 maj 2011.
9. ↑  Svensktoppen - 1995
10. ↑  ”Det kommer från hjärtat”. Svensk mediedatabas. https://smdb.kb.se/catalog/id/001515997.
11. ↑  ”LeMarc släpper fyra nya låtar”. SvD. https://www.svd.se/lemarc-slapper-fyra-nya-latar. Läst 17 november 2020.